# Fondi strutturali e di investimento europei
I fondi strutturali e di investimento europei sono lo strumento principale della politica degli investimenti dell’Unione europea, per favorire la crescita economica e occupazionale degli stati membri e delle loro regioni, e la cooperazione territoriale europea (CTE).
Sono articolati in cinque fondi: 
- Fondo europeo di sviluppo regionale (FESR), focalizzato su innovazione, sostegno alle piccole e medie imprese ed economia a basse emissioni di carbonio[2]
- Fondo sociale europeo Plus (FSE+), concentrato su occupazione, istruzione, formazione, inclusione sociale e capacità istituzionale[3]
- Fondo di coesione (FC), dedicato a trasporti e tutela dell'ambiente negli stati membri meno sviluppati[4]
- Fondo europeo agricolo per lo sviluppo rurale (FEASR, per la politica agricola comune)
- Fondo europeo per gli affari marittimi, la pesca e l'acquacoltura (FEAMPA, per la politica comune della pesca)

Tutti i fondi, per il ciclo di programmazione 2021-2027, sono regolati dalle disposizioni comuni previste dal Regolamento UE 1060/2021, a cui si aggiungono norme a parte nei regolamenti specifici di ciascun fondo.

## Scopo e attuazione
I fondi strutturali europei, voluti per eliminare le profonde differenze esistenti tra le regioni più ricche e quelle meno avvantaggiate, nel corso del tempo hanno subito continue e opportune modifiche, in rapporto tendenzialmente coerente con le diverse posizioni politiche e programmatiche assunte nel tempo, dall'Unione europea.
I fondi strutturali europei nei tre ultimi cicli settennali hanno avuto a disposizione circa un terzo del bilancio dell'UE. Nel 2000-2006 i fondi ammontavano a circa 195 miliardi di euro, nel ciclo 2007-2013 sono diventati circa 335 miliardi e nel ciclo 2014-2020 ammontano a 350 miliardi.
La durata dei cicli, tuttavia, è più ampia degli anni formalmente indicati, in quanto gli impegni di bilancio comunitario possono essere tradotti in spese certificate (richieste di rimborso) alla Commissione Europea in un periodo di tempo successivo alla loro accensione, che per i cicli 2000-2006 e 2007-2013 era di due anni e per il ciclo 2014-2020 è di tre anni. Infatti, i due ultimi cicli dei fondi strutturali si sono chiusi finanziariamente (riconoscimento delle spese ammissibili) due anni dopo il rispettivo termine: ossia il ciclo 2000-2006 al 31 dicembre 2008 (termine successivamente prorogato al 30 giugno 2009) e quello 2007-2013 al 31 dicembre 2015. Per il periodo vigente (2014-2020) il termine ultimo di ammissibilità delle spese è previsto al 31 dicembre 2023.

## Programmazione territoriale
La programmazione nei singoli stati membri è definita negli accordi di partenariato tra la Commissione europea e i governi nazionali, ed è attuata tramite programmi operativi nazionali (PON) o regionali (POR), di cui è autorità di gestione (ossia l'organismo responsabile della gestione del programma operativo conformemente al principio della sana gestione finanziaria) rispettivamente un'amministrazione centrale di settore o un'amministrazione regionale / Provincia Autonoma.
In Italia i PON sono gestiti da alcuni Ministeri e Agenzie (Agenzia per la Coesione Territoriale e Agenzia Nazionale Politiche Attive Lavoro - ANPAL), mentre il coordinamento delle politiche è competenza del Dipartimento per le politiche di coesione e dell'Agenzia per la coesione territoriale.
Il ciclo di programmazione 2014-2020 prevede in Italia la realizzazione di 75 programmi operativi (PO): il Fondo europeo di sviluppo regionale (FESR) e il Fondo sociale europeo (FSE) cofinanziano 39 programmi operativi regionali (POR) e 12 programmi operativi nazionali (PON), il Fondo europeo agricolo per lo sviluppo rurale (FEASR) cofinanzia 21 piani di sviluppo rurale (PSR) e 2 programmi operativi nazionali (PON), il Fondo europeo per gli affari marittimi e la pesca (FEAMP) cofinanzia un programma operativo nazionale (PON).

## Programmazione 2000-2006
Il periodo di programmazione 2000-2006 ha utilizzato come strumenti finanziari della politica di coesione economica e sociale i seguenti fondi strutturali:
- il Fondo europeo di sviluppo regionale (FESR);
- il Fondo sociale europeo (FSE);
- il Fondo di coesione (FC);
- il Fondo europeo agricolo di orientamento e di garanzia (FEAOG) (detto anche Fondo europeo di orientamento e garanzia agricola (FEOGA);
- lo Strumento finanziario di orientamento della pesca (SFOP).

### Obiettivi
I fondi strutturali per la programmazione 2000-2006 avevano tre obiettivi:
- Obiettivo 1: aveva lo scopo di promuovere lo sviluppo e l'adeguamento strutturale delle regioni in ritardo di sviluppo; vi rientravano in particolare le regioni il cui PIL pro capite è minore del 75% della media europea, come ad esempio le regioni del mezzogiorno d'Italia.
L'Obiettivo 1 si rivolgeva ad un numero limitato di Regioni UE, ma disponeva di circa il 70% degli interi finanziamenti (ovvero circa 135 miliardi di euro su 195 complessivi).
- Obiettivo 2: aveva lo scopo di sostenere la riconversione socioeconomica delle zone con difficoltà strutturali.
- Obiettivo 3: era mirato a sostenere, per le regioni escluse dall'obiettivo 1, l'ammodernamento dei sistemi di istruzione, formazione e occupazione

### Interventi
La programmazione degli obiettivi a livello nazionale era regolata per l'Obiettivo 1 e l'Obiettivo 3 dal quadro comunitario di sostegno (QCS), mentre il Documento unico di programmazione (DOCUP) faceva riferimento all'Obiettivo 2. Tali documenti erano la base per gli interventi, ed ordinavano le spese concesse ai fondi strutturali. Questi programmi analizzando la situazione ex ante socio-economica e ambientale delle Regioni interessate dallo specifico obiettivo, delineavano le linee di intervento all'interno dei cosiddetti assi prioritari che ordinavano l'ampia casistica dei materiali propositivi e progettuali di ogni singolo programma operativo (PO).
All'interno di ogni obiettivo si sviluppavano quindi i programmi operativi, che si dividevano in programmi operativi nazionali (PON) e programmi operativi regionali (POR) che delineavano gli obiettivi specifici all'interno degli assi.

## Programmazione 2007-2013
La programmazione adottata per il ciclo 2007-2013 è prodotta da un lato a partire dagli effetti (positivi/negativi) di quanto realizzato nel ciclo precedente (2000-2006), e dall'altro in considerazione dei nuovi obiettivi programmatici inseriti, nel frattempo, nell'agenda ideale della UE.
Tra questi le svolte sia di Lisbona sia di Göteborg, che hanno introdotto diverse variazioni programmatiche negli obiettivi del progetto UE. In particolare hanno ampliato gli indicatori e gli obiettivi meramente economici, quale presupposto e garanzia della crescita territoriale. Infatti, il consiglio europeo di Lisbona (2000) ha rivalutato l'importanza della conoscenza, e quello di Göteborg (2001) del ruolo dell'ambiente. Rispetto al ciclo precedente, alcuni fondi hanno cambiato nome e finalità e alcuni altri cambiamenti sono stati decisi.

### Obiettivi
Gli obiettivi (2007-2013) sono tre:
- Convergenza. Questo obiettivo è volto ad accelerare la convergenza degli Stati membri e delle Regioni in ritardo di sviluppo, migliorando le condizioni di crescita e d'occupazione. I settori d'intervento sono i seguenti: qualità degli investimenti in capitale fisico e umano, sviluppo dell'innovazione e della società basata sulla conoscenza, adattabilità ai cambiamenti economici e sociali, tutela dell'ambiente nonché efficienza amministrativa. Il finanziamento è effettuato tramite Fondo europeo di sviluppo regionale, Fondo Sociale Europeo e Fondo di coesione.
- Competitività regionale e occupazione. Questo obiettivo punta, al di fuori delle regioni in ritardo di sviluppo, a rafforzare la competitività, l'occupazione e le attrattive delle regioni. Esso consentirà di anticipare i cambiamenti socio-economici, promuovere l'innovazione, l'imprenditorialità, la tutela dell'ambiente, l'accessibilità, l'adattabilità dei lavoratori e lo sviluppo di mercati di lavoro che favoriscano l'inserimento. Il finanziamento è effettuato tramite Fondo europeo di sviluppo regionale e Fondo Sociale Europeo.
Le regioni ammissibili sono le regioni che beneficiavano dei finanziamenti per la convergenza nel periodo di programmazione 2000-2006 e che nel nuovo ciclo non soddisfano più i criteri di ammissibilità dell'obiettivo convergenza, soprattutto a causa dell'allargamento dell'UE verso est. Tali regioni beneficiano di un finanziamento transitorio. Spetta alla Commissione selezionare ed adottare l'elenco delle regioni UE ammissibili. Per il principio di esclusione, le Regioni della Comunità non ammissibili all'Obiettivo Convergenza rientrano nei rimanenti Obiettivi.
Per quanto riguarda i programmi finanziati dal FSE, la Commissione ha proposto quattro priorità, in linea con gli orientamenti formulati nell'ambito della Strategia europea per l'occupazione (SEO): accrescere l'adattabilità dei lavoratori e delle imprese, potenziare l'accesso all'occupazione, rafforzare l'inserimento sociale e avviare riforme nel settore dell'occupazione e dell'inserimento.
- Cooperazione territoriale europea (CTE). Questo obiettivo è inteso a rafforzare la cooperazione transfrontaliera, transnazionale e interregionale, basandosi sulla precedente iniziativa Interreg. L'azione è finanziata dal FESR. L'obiettivo consiste nel promuovere la ricerca di soluzioni congiunte a problemi comuni tra le autorità confinanti, come lo sviluppo urbano, rurale e costiero e la creazione di relazioni economiche e reti di piccole e medie imprese. La cooperazione è orientata su ricerca, sviluppo, società dell'informazione, ambiente, prevenzione dei rischi e gestione integrata delle acque.
Sono ammissibili regioni situate lungo le frontiere terrestri interne e talune frontiere esterne, nonché alcune frontiere marittime adiacenti.

### Interventi
L'articolazione territoriale degli interventi viene ripartita in:
- PON (programmi operativi nazionali)
- POR (programmi operativi regionali) monofondo
- POIN (programmi operativi interregionali)

## Programmazione 2014-2020
Per il periodo 2014-2020 le risorse comunitarie ammontano a circa 350 miliardi di euro, pari al 36% del bilancio dell'UE, a cui si associa un cofinanziamento nazionale di importo variabile secondo gli accordi con gli stati membri. FESR e FSE sono utilizzati in tutta l'Unione, ma con forme e intensità diverse nelle tre categorie di regioni, mentre il Fondo di coesione (FC) opera solamente nei 15 paesi meno sviluppati.

### Obiettivi
Il periodo 2014-2020 ha comportato una revisione dell'organizzazione degli obiettivi ed introdotto un criterio di differenziazione territoriale introducendo una diversa nomenclatura. Gli obiettivi (2014-2020) sono due:
- Investimenti in favore della crescita e dell’occupazione supportato dal FESR, dal FSE e dal Fondo di coesione. Nell'ambito di tale obiettivo si rintraccia una differenziazione territoriale con impatto sulla distribuzione finanziaria delle risorse dei Fondi Strutturali e che prende il nome di "categorie di regioni". Nel periodo 2014-2020 esistono tre categorie di regioni: regioni meno sviluppate (PIL pro capite < 75% della media UE a 27), in transizione (PIL pro capite tra >=75% e < 90% della media UE a 27) e più sviluppate (PIL pro capite >=90% della media UE a 27);
- Cooperazione territoriale europea (CTE) supportato dal FESR.

Inoltre la riforma dei fondi strutturali per il periodo di programmazione 2014-2020 mira a massimizzare il proprio contributo alla strategia Europa 2020 e per tali motivi sono stati definiti 11 Obiettivi Tematici che trovano raccordo con le tre priorità di Europa 2020, ossia: "crescita intelligente" (migliore istruzione, maggiore ricerca, utilizzo delle tecnologie della comunicazione); "crescita sostenibile" (economia efficiente in termini di risorse, più verde e più competitiva) e "crescita inclusiva" (migliori posti di lavoro in numero maggiore, investimenti in competenze e formazione, modernizzazione del mercato del lavoro e dei sistemi di welfare e diffusione dei benefici della crescita in tutte le regioni dell’UE). Gli 11 Obiettivi Tematici individuati sono i seguenti, declinati in raccordo con le priorità descritte:
- Per la priorità "crescita intelligente":
1. Rafforzare la ricerca, lo sviluppo tecnologico e l’innovazione;
2. Migliorare l’accesso alle TIC, nonché l’impiego e la qualità delle medesime;
3. Promuovere la competitività delle PMI, del settore agricolo (per il FEASR) e del settore della pesca e dell’acquacoltura (per il FEAMP);
- Per la priorità "crescita sostenibile":
4. Sostenere la transizione verso un’economia a basse emissioni di carbonio in tutti i settori;
5. Promuovere l’adattamento al cambiamento climatico, la prevenzione e la gestione dei rischi;
6. Preservare e tutelare l’ambiente e promuovere l’uso efficiente delle risorse;
7. Promuovere sistemi di trasporto sostenibili ed eliminare le strozzature nelle principali infrastrutture di rete;
- Per la priorità "crescita solidale":
8. Promuovere un’occupazione sostenibile e di qualità e sostenere la mobilità dei lavoratori;
9. Promuovere l’inclusione sociale e combattere la povertà e ogni discriminazione;
10. Investire nell'istruzione, nella formazione e nella formazione professionale per le competenze e l’apprendimento permanente;
11. Rafforzare la capacità istituzionale delle autorità pubbliche e delle parti interessate e un’amministrazione pubblica efficiente.

### Interventi

#### Interventi per l'obiettivo Investimenti in favore della crescita e dell’occupazione
L'articolazione territoriale degli interventi per l'obiettivo Investimenti in favore della crescita e dell’occupazione viene ripartita in:
- 12 PON (programmi operativi nazionali) monofondo o plurifondo incidenti su una o più categorie di regioni nello specifico:

PON che coprono TUTTE le categorie di Regioni:
1.PON “Per la Scuola – competenze e ambienti per l’apprendimento”, in attuazione di risultati dell’OT10 e OT11 (FSE e FESR, plurifondo)
2.PON “Sistemi di politiche attive per l’occupazione”, in attuazione di risultati dell’OT8 e OT11 (FSE, monofondo)
3.PON “Inclusione”, in attuazione di risultati dell’OT9 e OT11 (FSE, monofondo)
4.PON “Città Metropolitane”, in attuazione dell’Agenda urbana per quanto riguarda le 14 città metropolitane (FESR e FSE, plurifondo)
5.PON “Governance e Capacità Istituzionale”, in attuazione di risultati dell’OT11 e a supporto di altri risultati di diversi OT (FESR e FSE, plurifondo)
6.PON “Iniziativa Occupazione Giovani” (FSE, monofondo)
PON che coprono SOLO le categorie di Regioni in transizione e meno sviluppate:
7.PON “Ricerca e innovazione” (FESR e FSE, plurifondo)
8.PON “Imprese e Competitività” (FESR, monofondo)
9.PON Iniziativa PMI (FESR, monofondo)
PON che coprono SOLO la categoria di Regioni meno sviluppate:
10.PON “Infrastrutture e reti” (FESR, monofondo)
11.PON “Cultura” (FESR, monofondo)
12.PON “Legalità” (FESR e FSE, plurifondo)
- 39 POR (programmi operativi regionali) di cui 36 monofondo e 3 plurifondo (POR Calabria, POR Molise e POR Puglia)

#### Interventi per l'obiettivo cooperazione territoriale europea
L'articolazione territoriale degli interventi per l'obiettivo cooperazione territoriale europea viene ripartita in Programmi Operativi (PO).
Nello specifico per l'Italia risultano eleggibili i seguenti 19 PO di cooperazione territoriale europea:
- 4 PO di cooperazione transnazionale: MED, Adriatic Ionian (ADRION) Central Europe, Alpine Space;
- 4 PO di cooperazione interregionale: URBACT III, ESPON 2020, INTERACT III, Interreg Europe;
- 8 PO di cooperazione transfrontaliera: Italia-Francia Alcotra, Italia-Francia Marittimo, Italia-Svizzera, Italia-Austria, Italia-Slovenia, Grecia-Italia, Italia-Malta, Italia- Croazia;
- 3 PO di cooperazione transfrontaliera esterna dei quali uno finanziati da IPA II (CBC Italia-Albania-Montenegro) e due da ENI (CBC Italia-Tunisia e CBC Mediterranean Sea Basin).